# Lepturges tenuis
Lepturges tenuis är en skalbaggsart som beskrevs av Gilmour 1962. Lepturges tenuis ingår i släktet Lepturges och familjen långhorningar. Inga underarter finns listade i Catalogue of Life.